# Pfarrhaus (Ürzig)

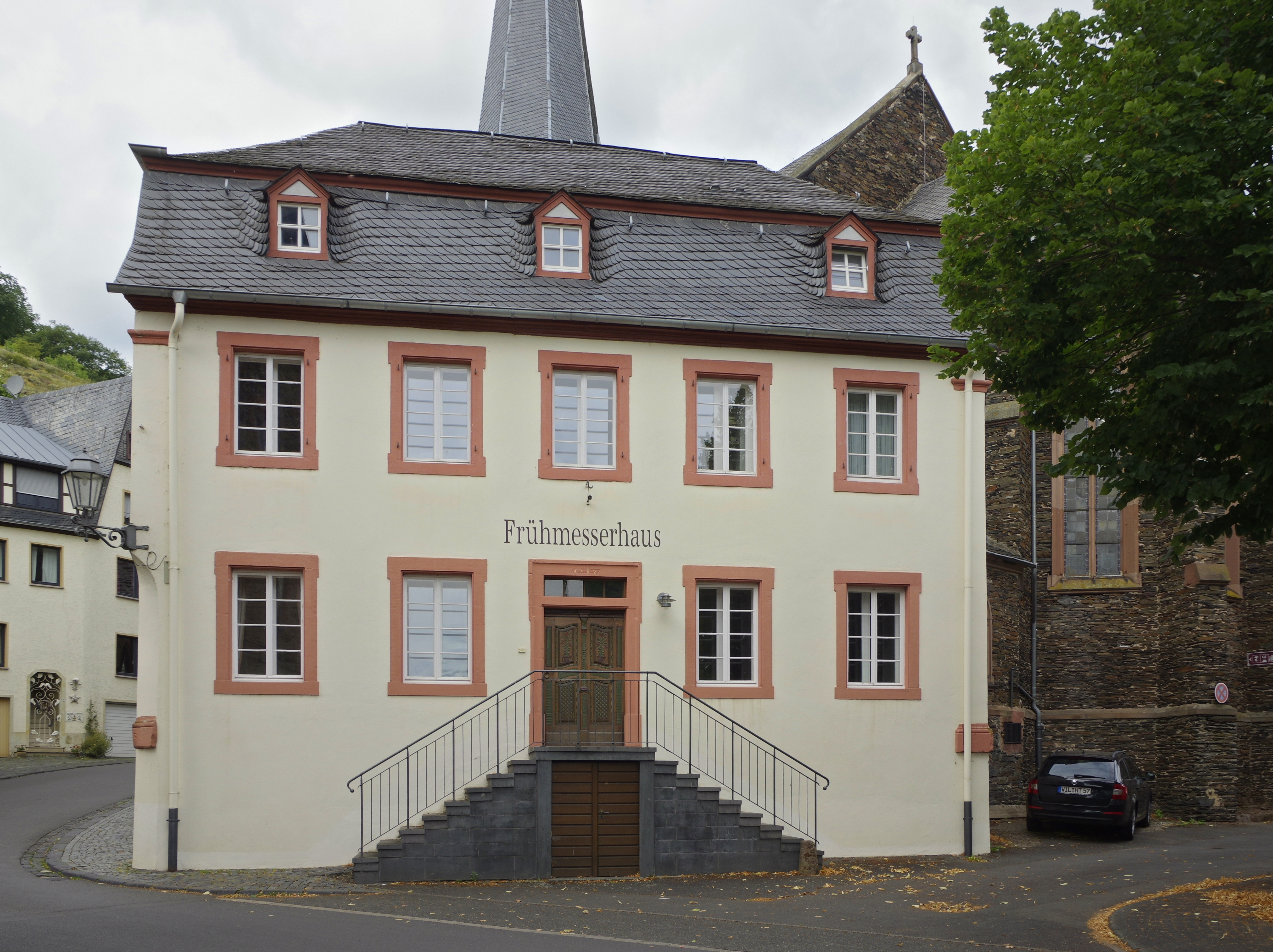
Pfarrhaus in Ürzig

Das katholische Pfarrhaus in Ürzig, einer Gemeinde im Landkreis Bernkastel-Wittlich in Rheinland-Pfalz, wurde 1782 errichtet. Das Pfarrhaus an der St. Maternusstraße 5, neben der katholischen Pfarrkirche St. Maternus, ist ein geschütztes Kulturdenkmal.
Der verputzte Mansarddachbau mit zwei Geschossen hat fünf Fensterachsen. Die Fenster sind von Hausteinen aus Sandstein gerahmt. 
Die Haustür ist über eine zweiseitige Freitreppe zu erreichen.